# Clamp

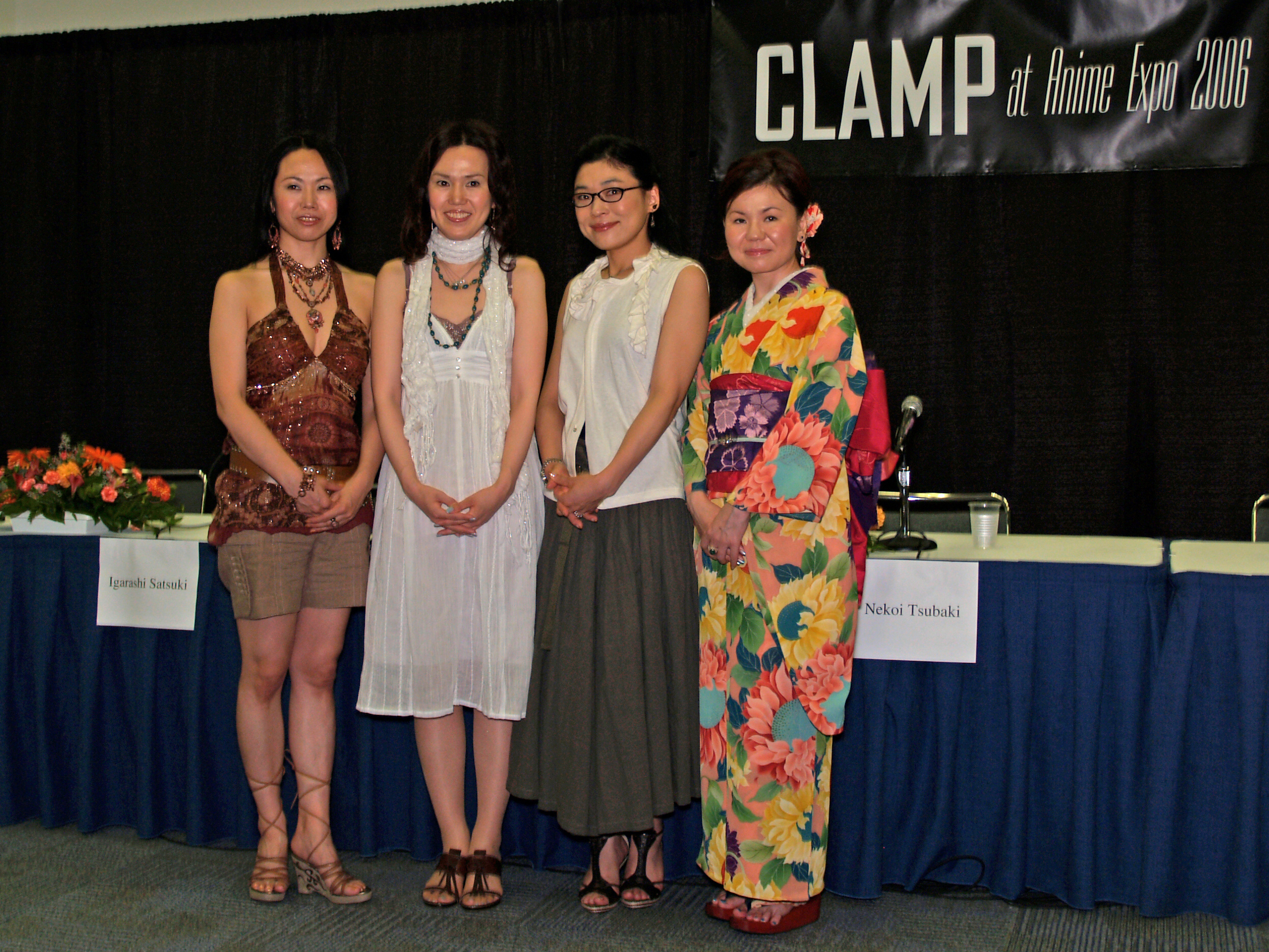
CLAMP bei der Anime Expo, 2006. (v. l. n. r.) Satsuki Igarashi, Nanase Ohkawa, Tsubaki Nekoi, Mokona.

Clamp (eigene Schreibweise CLAMP) ist eine Gruppe japanischer Comic-Zeichnerinnen, bestehend aus den vier Mitgliedern Nanase Ohkawa (Wiederaufnahme des ursprünglichen Namens „Nanase“, nachdem sie sich im Zeitraum von 2004 bis 2008 „Ageha“ nannte), Mokona (geändert von Mokona Apapa), Tsubaki Nekoi (geändert von Mick Nekoi) und Satsuki Igarashi. Die Mitglieder sind nur unter diesen Pseudonymen bekannt.

## Mitglieder
Clamp wurde 1989 als Dōjinshi-Zirkel mit bis zu zwölf Mitgliedern gegründet, der 1990, als mit RG Veda der erste professionelle Manga veröffentlicht wurde, auf sieben Mitglieder zusammengeschrumpft war. Tamayo Akiyama, Leeza Sei und Sei Nanao verließen die Gruppe während der Veröffentlichung von RG Veda, so dass 1991 nur noch die vier heutigen Mitglieder übrig blieben. Diese schafften es im Laufe der Zeit, sich als das bekannteste Mangaka-Team überhaupt zu etablieren.
Von den vier Frauen gelangten viele Jahre lang keine aktuellen Fotos in die Öffentlichkeit, auch Interviews gaben sie nicht. Dies änderte sich erst, als in der Ausgabe 09/2004 (Nr. 322) der japanischen Frauenzeitschrift FRaU eine mehrseitige Fotostrecke der vier Zeichnerinnen mit ausführlichen Einzelberichten veröffentlicht wurde.
Nanase Ohkawa (大川 七瀬 Ōkawa Nanase) ist die Wortführerin des Studios und für die Storys, Scripts und Designs zuständig. Mokona (もこな Mokona) war viele Jahre als Hauptzeichnerin für die Zeichnungen, die Hintergründe und die Character-Designs verantwortlich und prägte so den Stil, der noch heute als Clamp-typisch gesehen wird. Tsubaki Nekoi (猫井 椿 Nekoi Tsubaki) war zeichnerische Direktorin und für die Super-Deformed-Charaktere verantwortlich, und Satsuki Igarashi (いがらし 寒月 Igarashi Satsuki) war mit ihrem Talent in jedem einzelnen Bereich mit tätig. In den letzten Jahren ist Mokona als Hauptzeichnerin etwas in den Hintergrund getreten. Bei den Serien Wish, ’Cause I Love You, The One I Love und Lawful Drug war Nekoi Hauptzeichnerin. Auch geben Clamp inzwischen nicht mehr in den Mangas an, wer welche Rolle eingenommen hat. Ohkawa verriet jedoch kürzlich in einem Interview, dass in Clamps aktuellem Manga ×××HOLiC üblicherweise die Frauen von Mokona und die Männer von Nekoi gezeichnet werden.
Viele Clamp-Werke entstanden parallel zueinander, so dass die Zeichnerinnen gleichzeitig an unterschiedlichen Serien gearbeitet haben.

## Stil
Die Werke von Clamp beinhalten sowohl romantische als auch dramatische Elemente und zeichnen sich durch poetische Zeichnungen und komplexe Handlungsstränge aus. Viele Clamp-Manga wurden in Japan bereits als Anime verfilmt, das Werk Clamps ist beinahe vollkommen in deutscher Sprache erhältlich. Ihre Manga verweisen oft untereinander, indem Charaktere aus anderen Werken erneut verwendet werden. So tauchen Charaktere aus Angelic Layer in Chobits und Charaktere aus Cause I Love You in Lawful Drug auf, X führt die Geschichten aus Tokyo Babylon und Clamp School Detectives weiter und Clamp School Detectives, 20 Masken und Justice Guards Duklyon spielen zur gleichen Zeit am gleichen Ort mit oft den gleichen Charakteren.
Plätze, die in Clamp-Mangas immer wiederkehren, sind die Clamp-Schule, das Fast-Food-Restaurant Duklyon und das Piffle Princess, das als Café, Angelic Layer-Geschäft und Modelabel auftaucht.
In xxxHolic und Tsubasa - Reservoir Chronicle werden diese Crossover auf die Spitze getrieben. Laut Clamp dienen diese beiden Manga dazu, das gesamte Clamp-Universum zu verbinden. Ausdruck dessen ist insbesondere Yuko, die Hexe der Dimensionen, die die Macht besitzt, die Welten zu wechseln.

## Werke

### Nicht abgeschlossen
- X (エックス, 1992–2002, in Japan pausiert, bisher 18 Bände)
- Clover (1997–1998, in Japan pausiert, bisher 4 Bände)
- Lawful Drug (合法ドラッグ Gōhō Doraggu, 2001–2003, in Japan pausiert, bisher 3 Bände)
  - Drug & Drop (ドラッグ＆ドロップ, Doraggu & Doroppu, seit 2011, bisher 2 Bände)
- Blood-C (2011 bis jetzt 4 Bände)
- Gate 7 (2011 bis jetzt 4 Bände)
- xxxHolic Rei (2013 bis jetzt 4 Bände)
- Card Captor Sakura Clear Card Arc (seit 2016, bisher 6 Bände)

### Abgeschlossen
- RG Veda (聖伝 Seiden~RG Veda, 1989–1996, 10 bzw. 7 Bände)
- 20 Masken!! (20面相におねがい!! Nijūmensō ni Onegai, 1989–1991, 2 Bände)
- Tokyo Babylon (東京BABYLON Tōkyō Babylon, 1990–1993, 7 bzw. 5 Bände)
- Die Schneeprinzessin (白姫抄 Shirahime Shō, 1992, 1 Band)
- CLAMP School Detectives (CLAMP学園探偵団 CLAMP Gakuen Tanteidan, 1992–1993, 3 Bände)
- Justice Guards Duklyon (学園特警デュカリオン Gakuen Tokkei Dyukarion, 1991–1993, 2 Bände)
- REX Kyōryū Monogatari (れっくす：「恐竜物語」 Rekkusu: Kyōryū Monogatari, 1993, 1 Band)
- The One I Love (わたしのすきなひと Watashi no Suki na Hito, 1993–1995, 1 Band)
- Magic Knight Rayearth (魔法騎士レイアース Majikku Naito Reiāsu, 1993–1996, 6 Bände)
- Miyuki-chan im Wunderland (不思議の国の美幸ちゃん Fushigi no Kuni no Miyukichan, 1993–1995, 1 Band)
- Card Captor Sakura (カードキャプターさくら Kādo Kyaputā Sakura, 1996–2000, 12 Bände)
- Shin Shunkaden (新・春香伝, 1996, 1 Band)
- Wish (1995–1998, 4 Bände)
- ’Cause I Love You (すき。だからすき Suki: Dakara Suki, 1999–2000, 3 Bände)
- Angelic Layer (エンジェリックレイヤー Enjerikku Reiyā, 1999–2001, 5 Bände)
- Chobits (ちょびっツ Chobitsu, 2000–2002, 8 Bände) (26 Anime Folgen)
- CLAMPs Wonderworld (CLAMPノキセキ, 2004–2005, 12 Magazine)
- (Code Geass – Hangyaku no Lelouch) (コードギアス 反逆のルルーシュ kōdogiasu hangyaku no rurūshu): Entwurf für Character Design
- (Code Geass – Hangyaku no Lelouch R2): Entwurf für Character Design, Abspann-Illustrationen
- Tsubasa – Reservoir Chronicle (ツバサ RESERVoir CHRoNiCLE, 2003 bis 2009, 28 Bände)
- Tsubasa World Chronicle – Niraikanai (2014–2016)
- ×××HOLiC (x x x ホリック, 2003 bis 2011, 19 Bände)
- Kobato. (こばと, 2004 bis 2012, 6 Bände)